# Pe’ahi
| Оценки критиков | Оценки критиков |
| Источник        | Оценка          |
| --------------- | --------------- |
| Metacritic      | 73 / 100        |
| AllMusic        | [ 2 ]           |
| musicOMH        | [ 3 ]           |

Pe’ahi — седьмой студийный альбом инди-рок-дуэта The Raveonettes, выпущенный 22 июля 2014 года. Из-за целенаправленного отсутствия промоушена и официального объявления о дате выпуска альбом окрестили как «неожиданный сюрприз» от группы. Релиз получил положительные отзывы музыкальных критиков. Альбом дебютировал под номером четыре в их родной Дании и занял 161 место в Billboard 200 в США.
Название альбома связано с популярным местом для сёрфинга на Мауи.

## Об альбоме
После того, как в 2013 году внезапно умер отец Суне Роуз Вагнер, группа погрузилась в культуру сёрфинга Южной Калифорнии. Альбом был создан в начале 2014 года, за 4 месяца работы по 12 часов в день и является первым альбомом The Raveonettes, включившим такие музыкальные элементы, как арфа, хор и стаккато. Основными же продюсерами альбома стали Суне Роуз Вагнер и Джастин Мелдал-Джонсен. Шэрин Фу также приняла участие в записи альбома. На струнную аранжировку композиции «Wake Me Up» был приглашён телевизионный и театральный продюсер Джозеф Трапанезе. Мастеринг проходил в студии Sterling Sound которым занимался Джо ЛаПорта. В текстах песен альбома затрагиваются такие напряженные темы, как Суне чуть не утонул в 2008 году («Endless Sleeper»), его сложные отношения с отцом («Kill!»), смерть отца («Summer Ends») и неверность («Wake Me Up» и «A Hell Below»).

## Список композиций
Слова и музыка всех песен — написаны Суне Роуз Вагнером кроме «When Night Is Almost Done» написана на стих Эмили Дикинсон.
| №                   | Название                    | Длительность |
| ------------------- | --------------------------- | ------------ |
| 1.                  | «Endless Sleeper»           | 2:54         |
| 2.                  | «Sisters»                   | 3:45         |
| 3.                  | «Killer in the Streets»     | 3:59         |
| 4.                  | «Wake Me Up»                | 2:41         |
| 5.                  | «Z-Boys»                    | 4:42         |
| 6.                  | «A Hell Below»              | 3:26         |
| 7.                  | «The Rains of May»          | 3:47         |
| 8.                  | «Kill!»                     | 3:31         |
| 9.                  | «When Night Is Almost Done» | 3:22         |
| 10.                 | «Summer Ends»               | 4:06         |
| Общая длительность: | Общая длительность:         | 36:13        |

## Участники записи
- Суне Роуз Вагнер — вокал, запись, сведение, дизайн.
- Шэрин Фу — вокал, запись.
- Джастин Мелдал-Джонсен — продюсер.
- Джозеф Трапанезе — аранжировка «Wake Me Up».
- Джо ЛаПорта — мастеринг.
- Эмбер Чавес — фотограф.
- Эшли Чавес — фотограф.

## Чарты
| Чарт (2014)                        | Пик позиции |
| ---------------------------------- | ----------- |
| Бельгия/Фландрия (Ultratop)        | 169         |
| Дания (Hitlisten)                  | 4           |
| США (Billboard 200)                | 161         |
| США (Billboard Independent Albums) | 36          |

## История релиза
| Страна       | Дата          | Формат                               | Лейбл         |
| ------------ | ------------- | ------------------------------------ | ------------- |
| Во всём мире | июль 22, 2014 | CD, цифровая загрузка, LP, Deluxe LP | The Beat Dies |